# Kniaz

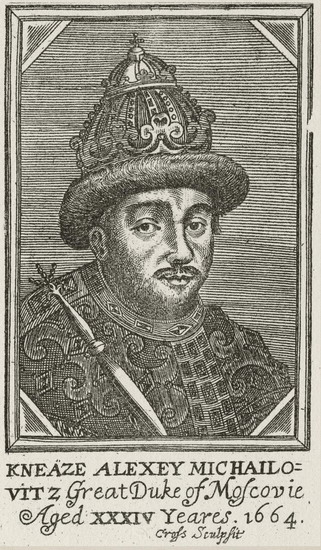
Kneaze Alexey Michailovitz, 1664 (tsar Alexis I de Rússia)

Kniaz o Knez (en rus: князь; en polonès: kniaź; en francès: knèze) (en plural: kniazos, kniazes o knezos) és una paraula eslava que designa un títol nobiliari. La forma femenina transliterada del búlgar i el rus és knyaginya (княгиня), kneginja en eslovè i serbocroat (ciríl·lic serbi : кнегиња), kniahinia (княгіня) en belarús i kniazioŭna (князёўна) és la filla del príncep, kniahynia (княгиня) en ucraïnès. En rus, la filla d'un knyaz és knyazhna (княжна). En rus, el fill d'un knyaz és knyazhich (княжич en la seva forma antiga). Per tradició s'ha traduït al català per príncep, tot i que no és exactament l'equivalent.
Etimològicament, deriva de la paraula protogermànica kuningaz per designar un governador polític independent (parent amb king en anglès; König en alemany), sovint traduït per «príncep». A partir del segle xii, la paraula kral («rei»; llatí rex) va servir per designar el màxim governant eslau.
Cal tenir en compte, però, que encara que la traducció prevalent en català sigui príncep (o fins i tot duc), a la Rússia medieval no estava restringida exclusivament a aquests títols nobiliaris, sinó que també podia fer al·lusió a un rei. Per exemple, el territori del Principat de Moscou (en rus: Kняжество Московское) s'ha traduït històricament per principat, encara que bé podria fer tractar-se del regne de Moscou.
El títol es pronuncia i s'escriu de la mateixa manera en diferents idiomes europeus. En serbocroat i algunes llengües eslaves occidentals, la paraula ha passat a significar «senyor», i en txec, polonès i eslovac també va arribar a significar «sacerdot» (kněz, ksiądz, kňaz), així com «príncep/duc» (knez, kníže, książę, knieža). En sòrab significa simplement «senyor» (de «mestre». Compareu el francès monsieur de mon sieur «el meu senyor»), i el títol catòlic monsenyor per a un sacerdot. Avui el terme knez s'utilitza encara com la traducció més comuna de «príncep» a la literatura eslovena, bosnia, croata i sèrbia. Knez també es troba com a cognom a l'antiga Iugoslàvia.

## Etimologia

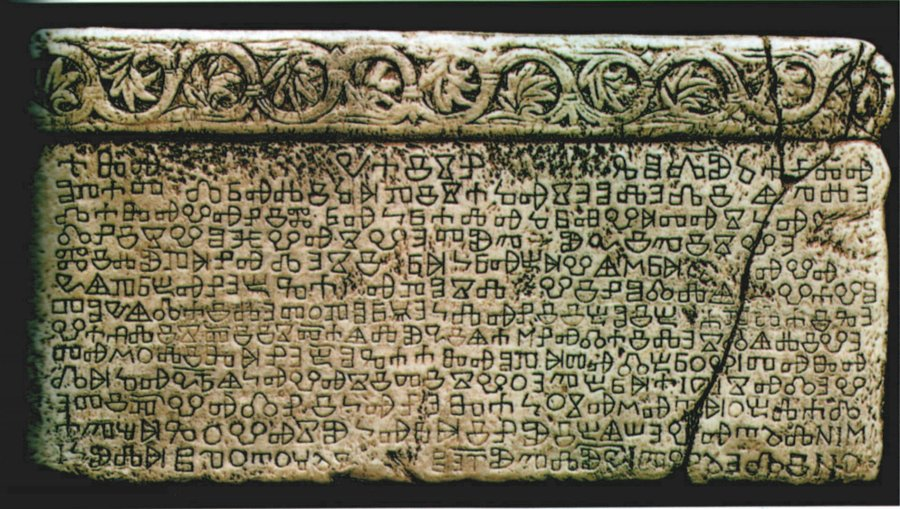
El títol knez va aparèixer a la inscripció de la tauleta glagolítica de Baška de principis del segle XII, trobada a l'illa de Krk, Croàcia.

En última instància, la paraula és un parent del rei anglès, l'alemany König i el suec konung. La forma protoeslava era кънѧѕь, kŭnędzĭ; de l'església eslava, kŭnędzĭ; búlgar: княз, knyaz; antic eslau oriental, knyazĭ; polonès; serbo-croata llatí / serbo-croata ciríl·lic; txec; eslovac: knieža; etc. Generalment, es considera un préstec primerenc del protogermànic kuningaz , una forma també manllevada pel finès i l'estonià (kuningas).

## Edat mitjana
El significat del terme va canviar al llarg de la història. Inicialment el terme s'utilitzava per designar el cap d'una tribu eslava. Més tard, amb el desenvolupament de l'estat feudal, es va convertir en el títol de governant d'un estat, i entre els eslaus orientals (rus: княжество (knyazhestvo), ucraïnès: князівство) traduït tradicionalment com a ducat o principat), per exemple, de la Rus de Kíev. A les fonts llatines medievals el títol es va traduir com a rex o dux.
A Bulgària, Borís I de Bulgària va canviar el seu títol a kniaz després de la seva conversió al cristianisme, però el seu fill Simeó va prendre el títol superior de tsar aviat el 913. Segons Florin Curta, les fonts primàries tenen una varietat de noms per als governants dels bulgars, com ara «rex», «basileus» i «khagan». Tanmateix, les fonts secundàries gairebé sempre són «khan». A la Rus de Kíev, a mesura que creixia el grau de centralització, el governant va adquirir el títol de Velikii Knyaz (Великий Князь) (traduït com a Gran Príncep o Gran Duc). Va governar un rus: Великое Княжеcтво o ucraïnès: Велике Князiвcтво (Gran Ducat), mentre que un governant del seu constituent vassall (udel, udelnoe knyazivstvo o vólost) s'anomenava udelny knyaz o simplement kniaz.
Quan la Rus de Kíev es va fragmentar al segle xiii, el títol de Kniaz es va continuar utilitzant als estats eslaus orientals, com ara Kíiv, Txerníhiv, Nóvgorod, Pereiàslav, Vladímir-Súzdal, Moscovia, Tver, Principat de Galítsia-Volínia i al Gran Ducat de Lituània.

## Rússia
Quan el tsarat de Rússia va guanyar el domini sobre gran part de l'antiga Rus de Kíev, el 1547 va ser coronat com a tsar el Velikii kniaz (великий князь) (Gran Kniaz) Ivan IV de Rússia. A partir de mitjans del segle xviii, el títol Velikii Kniaz va ser reviscut per referir-se als fills i néts (de línia masculina) dels emperadors russos.
Kniaz (rus: князь, IPA: [ˈknʲæsʲ]) va continuar com a títol hereditari de la noblesa russa descendent patrilinealment de Rúrik (per exemple, Belozersky, Belosselsky-Belozersky, Repnin, Gortxakov) o Gediminas (per exemple, Galitzine, Casa de Trubetskoi). Els membres de les famílies Dinastia ruríkida o Gedimínid eren anomenats prínceps quan governaven minúsculs principats medievals quasi sobirans. Després que els seus dominis fossin absorbits per Moscou, es van establir a la cort de Moscou i van ser autoritzats a continuar amb els seus títols principescos.
A partir del segle xviii, el títol va ser atorgat ocasionalment pel tsar, per primera vegada per Pere el Gran al seu soci Aleksandr Ménxikov, i després per Caterina la Gran al seu amant Grigori Potiomkin. Després de 1801, amb la incorporació de Geòrgia a l'Imperi Rus, diversos títols de nombrosos nobles locals van ser convertits de manera controvertida al rus com a «kniazes». De la mateixa manera, molts petits nobles tàtars van afirmar el seu dret a anomenar-se «kniazes» perquè descendien de Genguis Kan. Finalment, dins de l'Imperi Rus de 1809-1917, Finlàndia es va anomenar oficialment Gran Ducat de Finlàndia (rus: Великое Княжество Финляндское).
| rus                                 | Anàlegs europeus, aproximadament | Anàlegs europeus, aproximadament | Anàlegs europeus després del segle XVIII |
| ----------------------------------- | -------------------------------- | -------------------------------- | ---------------------------------------- |
| kniaz (князь, [ ˈknjæsʲ ])          | rei                              | duc                              | príncep                                  |
| kniaginia (княгиня, [ knʲɪˈгinʲə ]) | reina                            | duquessa                         | princesa                                 |
| kniazhich (княжич, [ ˈknjaʐɨt͡ɕ ])   | príncep (fill d'un rei)          | fill d'un duc                    | príncep (fill d'un príncep)              |
| kniazhna (княжна, [ knʲɪˈʐna ])     | princesa (filla d'un rei)        | filla d'un duc                   | princesa (filla d'un príncep)            |

## Confederació poloneso-lituana
Com s'ha indicat anteriorment, el títol knyaz o kniaz es va convertir en un títol nobiliari hereditari al Gran Ducat de Moscou i al Gran Ducat de Lituània. Després de la unió del Regne de Polònia i el Gran Ducat de Lituània, kniaź es va convertir en un títol reconegut a la Confederació de Polònia i Lituània. Cap a la dècada de 1630, a part del títol pan, que indicava la pertinença a la gran classe noble szlachta, kniaź era l'únic títol hereditari que era oficialment reconegut i utilitzat oficialment a la Commonwealth polonesa-lituana. Els titulars notables del títol de kniaź inclouen Jeremi Wiśniowiecki.

## Països eslaus del sud
Al segle xix, el terme serbi knez (кнез) i el terme búlgar knyaz (княз) van ser reviscuts per designar governants semi-independents d'aquests països, com ara Alexandre Karađorđević i Alexandre I de Bulgària. A algunes parts de Sèrbia i Bulgària occidental, knez era el títol informal de l'ancià o alcalde d'un poble o zadruga fins al voltant del segle xix. Aquests s'anomenen oficialment gradonačelnik (градоначелник) (Sèrbia) i gradonachalnik (градоначалник) o kmet (кмет) (Bulgària).

### Bulgària
- Abans de Battenberg, el títol de kniaz va néixer per Simeó I durant el Primer Imperi Búlgar (segles IX-X). En el punt àlgid del seu poder, Simeó va adoptar el títol de tsar («emperador»), igual que els governants búlgars després que el país es va independitzar oficialment el 1908.

- A partir de la independència de Bulgària el 1908, Kniaz Ferran de Bulgària es va convertir en el tsar Ferran, i les paraules knyaz i knyaginya es van començar a utilitzar per als fills del tsar. – l'hereu al tron, per exemple, tenia el títol de Knyaz Tarnovski (príncep de Turnovo).

### Bòsnia
A la Bòsnia medieval primerenca, knez (knjaz, књаз) era un títol utilitzat, juntament amb els títols de župan i de duc, per als governants bosnians. Un dels primers governants d'aquest tipus, registrat en documents històrics i en la historiografia posterior, va ser Esteve, duc de Bòsnia.
Més tard va ser ocupat per diversos dels magnats més poderosos (a Bòsnia vlastelin) de l'època, en algun moment juntament amb un títol d'ofici donat a la persona a través del servei al monarca, com ara el Gran Duc de Bòsnia, que era l'oficina del comandant militar suprem del regne. Altres títols nobiliaris inclouen el comte, el duc i el príncep. El títol és equivalent al de príncep. Entre els nobles bosnians més influents amb el títol de knez hi havia Pavle Radinović de la família noble Radinović-Pavlović, mentre que altres inclouen diversos nobles de la família Radojević-Mirković, com Batić Mirković. Altres famílies que porten aquest títol són, per exemple, la família noble Šantić i la majoria dels membres de Hrvatinić.

### Croàcia
- knez va ser el títol monàrquic utilitzat pels governants medievals del Ducat de Croàcia Panònica i del Ducat de Croàcia Litoral del segle VII al X, que van ser titulats principalment com a dux[12][13] i rarament com a prínceps[14][15] en fonts llatines i traduït com a Dukes en anglès.
- knez[11] era, a la Baixa edat mitjana, un títol feudal hereditari a càrrec de famílies nobles vassalls croats que eren grans magnats territorials d'alta classe social (com knezovi Bribirski (comtes de Bribir), knezovi Krčki (comtes de Krk) i knezovi Zrinski (Comtes de Zrin)) i passava pel títol de comes en llatí i comte en anglès.

### Montenegro
- knjaz (књаз) va ser el títol de governant utilitzat per la Casa de Petrovič-Njegoš al Principat de Montenegro des de 1852 fins a l'establiment del Regne de Montenegro el 1905, traduït com a «príncep».

### Sèrbia
- knez (кнез) o knjaz (књаз) és un terme comú que s'utilitza en la historiografia sèrbia per als governants serbis a l'Alta Edat Mitjana, que es deien arcont en grec.

- knez (кнез) o knjaz (књаз) va ser un títol nobiliari utilitzat pels governants medievals del Principat de Sèrbia, Dioclea, i Sèrbia de Moràvia.

- knez (кнез) va ser un títol portat pels caps serbis locals sota l'Imperi Otomà. Era un altre nom per al rang turc otomà de kodjabashi, que tenia els caps cristians locals.[16]

- obor-knez (обор-кнез) va ser un títol portat pels caps locals electes serbis nadius del nahiyah (districte d'un grup de pobles) al Sanjak otomà de Smederevo (també conegut com el Pashaluk de Belgrad). L'obor-knez era el cap i responsable de la gent del seu districte i era el seu portaveu (intermediari) en relacions directes amb el paxà, encara que normalment a través del espahí, i s'encarregava de la transferència dels impostos que s'imposaven als pobles.

- knez (кнез) o knjaz (књаз) va ser el títol monàrquic utilitzat per Miloš Obrenović al Principat de Sèrbia, traduït com «príncep». Sèrbia coneguda com a Kneževina Srbija (Кнежевина Србија) va ser independent de facto des de 1817, convertint-se en independent de jure amb la constitució de 1869. Els successors de Miloš van utilitzar el títol fins al 1882 quan Sèrbia va ser elevada a un regne.